# Odorrana sinica
Espèce
Synonymes
- Rana sinica Ahl, 1927 "1925"

Statut de conservation UICN

 DD  : Données insuffisantes
Odorrana sinica est une espèce d'amphibiens de la famille des Ranidae.

## Répartition
Cette espèce est n'est connue que par son holotype prélevé en Chine sans précision de site,.

## Publication originale
- Ahl, 1927 "1925" : Zur Systematik der asiatischen Arten der Froschgattung Rhacophorus. Sitzungsberichte der Gesellschaft Naturforschender Freunde zu Berlin, vol. 1925, p. 40-47.